# Rhagodoca magna
Rhagodoca magna är en spindeldjursart som beskrevs av Roewer 1941. Rhagodoca magna ingår i släktet Rhagodoca och familjen Rhagodidae. Inga underarter finns listade i Catalogue of Life.